# Juan Camilo Salazar
Juan Camilo Salazar Hinestrosa  (Armenia (Quindío), Colombia, 29 de junio de 1997) es un futbolista colombiano. Juega como mediocampista o extremo y actualmente juega en el Changchun Yatai de la Superliga de China.

## Trayectoria

### Millonarios
Llegó a Millonarios a inicios del año 2016 cuando tenía 18 años de edad. Ha hecho el proceso de divisiones inferiores en el club albiazul, desde las categoría sub-20.
Salazar tendría su primer acercamiento al primer equipo en junio de 2017, de la mano del técnico argentino Miguel Ángel Russo, sin embargo no debutó en el primer equipo. Se mantuvo como referente en el equipo Sub-20 albiazul que participó en el Campeonato Juvenil (Colombia) en el 2017.
Debutó en el equipo profesional en el partido amistoso jugado el 23 de enero contra independiente Santa Fe en la segunda fecha del Torneo Fox Sports disputado en Bogotá entrando en el segundo tiempo en reemplazo de Nicolás Murcia.
Fue convocado el domingo 4 de febrero de 2018 en el partido que Millonarios empató 1-1 frente al  Boyacá Chicó en la ciudad de Tunja en desarrollo de la primera fecha del  Torneo Apertura 2018. Debuta como profesional el 24 de febrero en la derrota 2 por 0 contra el Deportivo Cali entrando el minuto 72 por Christian Camilo Huérfano. El primer gol de su carrera lo hace el 10 de abril sentenciado la victoria 2 por 0 sobre el Deportivo Pasto luego de haber ingresado en el segundo tiempo. El 18 de abril debuta de manera internacional en la goleada 4 por 0 sobre el ACD Lara por la Copa Libertadores 2018 ingresando en el minuto 62 por Christian Camilo Huérfano y dando la asistencia del último gol a Ayron del Valle.

### San Lorenzo
El 31 de enero de 2019 es confirmado como nuevo jugador de Club Atlético San Lorenzo de Almagro de la Primera División de Argentina por 1.4 millones de dólares por el 50% de su pase firmando hasta el 30 de junio del 2023. Debuta el 13 de marzo en la victoria por la mínima ante Atlético Junior por la Copa Libertadores 2019.

### Millonarios
Debido a un incumplimiento en el pago de la ficha del jugador, por parte de San Lorenzo, el jugador regresa a Millonarios FC. El 29 de julio de 2019 se hace oficial su retorno al equipo embajador. El 19 de septiembre marca su primer gol en su regreso en la derrota como locales 1-3 frente al Once Caldas.
En julio de 2021 se confirma su cesión al club Águilas Doradas Rionegro por un año.

### FAS
El día 13 de noviembre de 2022 queda campeón del torneo Apertura 2022 con el cuadro de Club Deportivo FAS de la Primera División del futbol Salvadoreño, venciendo en la final al equipo de Jocoro Fútbol Club por 2-0.
En 2023 es titular fijo en el cuadro tigrillo, la promesa del millonarios es deseo de muchos clubes que ven el renacer del joven colombiano, deportivo pasto lo sigue muy de cerca, como pasó con duvier riascos en su momento.

## Estadísticas
Actualizado al 18 de mayo de 2025
| Club                                  | Div.                | Temporada           | Liga  | Liga  | Liga   | Copas | Copas | Copas  | Internacional | Internacional | Internacional | Total | Total | Total  |
| Club                                  | Div.                | Temporada           | Part. | Goles | Asist. | Part. | Goles | Asist. | Part.         | Goles         | Asist.        | Part. | Goles | Asist. |
| ------------------------------------- | ------------------- | ------------------- | ----- | ----- | ------ | ----- | ----- | ------ | ------------- | ------------- | ------------- | ----- | ----- | ------ |
| Millonarios · Colombia                | 1.ª                 | 2018                | 26    | 1     | 3      | 5     | 2     | 0      | 8             | 0             | 1             | 39    | 3     | 4      |
| San Lorenzo Argentina (cedido)        | 1.ª                 | 2019                | 2     | 0     | 1      | 2     | 0     | 0      | 4             | 0             | 0             | 8     | 0     | 1      |
| Millonarios · Colombia                | 1.ª                 | 2019                | 10    | 0     | 1      | 1     | 0     | 0      | —             | —             | —             | 11    | 0     | 1      |
| Millonarios · Colombia                | 1.ª                 | 2020                | 16    | 3     | 3      | 1     | 0     | 1      | 2             | 0             | 1             | 19    | 3     | 5      |
| Millonarios · Colombia                | 1.ª                 | 2021                | 8     | 0     | 0      | 1     | 0     | 0      | —             | —             | —             | 9     | 0     | 0      |
| Millonarios · Colombia                | Total               | Total               | 60    | 4     | 7      | 8     | 2     | 1      | 10            | 0             | 2             | 78    | 6     | 10     |
| Águilas Doradas · Colombia · (cedido) | 1.ª                 | 2021                | 17    | 3     | 0      | 2     | 0     | 0      | —             | —             | —             | 19    | 3     | 0      |
| Águilas Doradas · Colombia · (cedido) | 1.ª                 | 2022                | 11    | 0     | 0      | 2     | 0     | 0      | —             | —             | —             | 13    | 0     | 0      |
| Águilas Doradas · Colombia · (cedido) | Total               | Total               | 28    | 3     | 0      | 4     | 0     | 0      | 0             | 0             | 0             | 32    | 3     | 0      |
| FAS · El Salvador                     | 1.ª                 | 2022-23             | 29    | 7     | 0      | —     | —     | —      | —             | —             | —             | 29    | 7     | 0      |
| Ionikos · Grecia                      | 1.ª                 | 2023-24             | 17    | 7     | 0      | —     | —     | —      | —             | —             | —             | 17    | 7     | 0      |
| Panserraikos · Grecia                 | 1.ª                 | 2024-25             | 32    | 8     | 0      | 2     | 0     | 0      | —             | —             | —             | 34    | 8     | 0      |
| Total en su carrera                   | Total en su carrera | Total en su carrera | 168   | 29    | 8      | 15    | 2     | 1      | 14            | 0             | 2             | 197   | 31    | 11     |

## Palmarés

### Campeonatos nacionales
| Título                | Club        | País        | Año           |
| --------------------- | ----------- | ----------- | ------------- |
| Superliga de Colombia | Millonarios | Colombia    | 2018          |
| Primera División      | FAS         | El Salvador | Apertura 2022 |